# Çekerek
Çekerek là một huyện thuộc tỉnh Yozgat, Thổ Nhĩ Kỳ. Huyện có diện tích 750 km² và dân số thời điểm năm 2007 là 30463 người, mật độ 41 người/km².